# Segnosaurus
Segnosaurus (med betydelsen "trög ödla" ) är ett släkte av dinosaurier som man hittat fossil av i Gablin i Mongoliet, där den tros ha levt i slutet av kritaperioden för cirka 90 miljoner år sedan.

## Beskrivning
Fynden som Segnosaurus är baserade på väldigt fragmentariska lämningar från tre individer. Hittills har man endast hittat en käke, några bitar av ett framben, sken- och vadben (tibia och fibula), delar av fötterna, samt ett välbevarat bäcken med bakåtvinklat blygdben. Fynden ger dock goda tecken på att Segnosaurus var en typisk Therizinosaurid med tung kropp, kraftiga framben med stora klor, kort svans och lång hals med litet huvud. Tänderna liknar dem hos Prosauropoda, vilket tyder på att den var en utpräglad växtätare, så även det breda bäckenet, som visar att den hade stor mage för att kunna smälta hård föda. Segnosaurus beräknas ha blivit 4–9 meter lång, men eftersom det inte finns så mycket kvar av den, kan man inte veta säkert. Armarna kan ha varit ganska kraftfulla, kanske för att riva ner växtlighet.

## Bilder

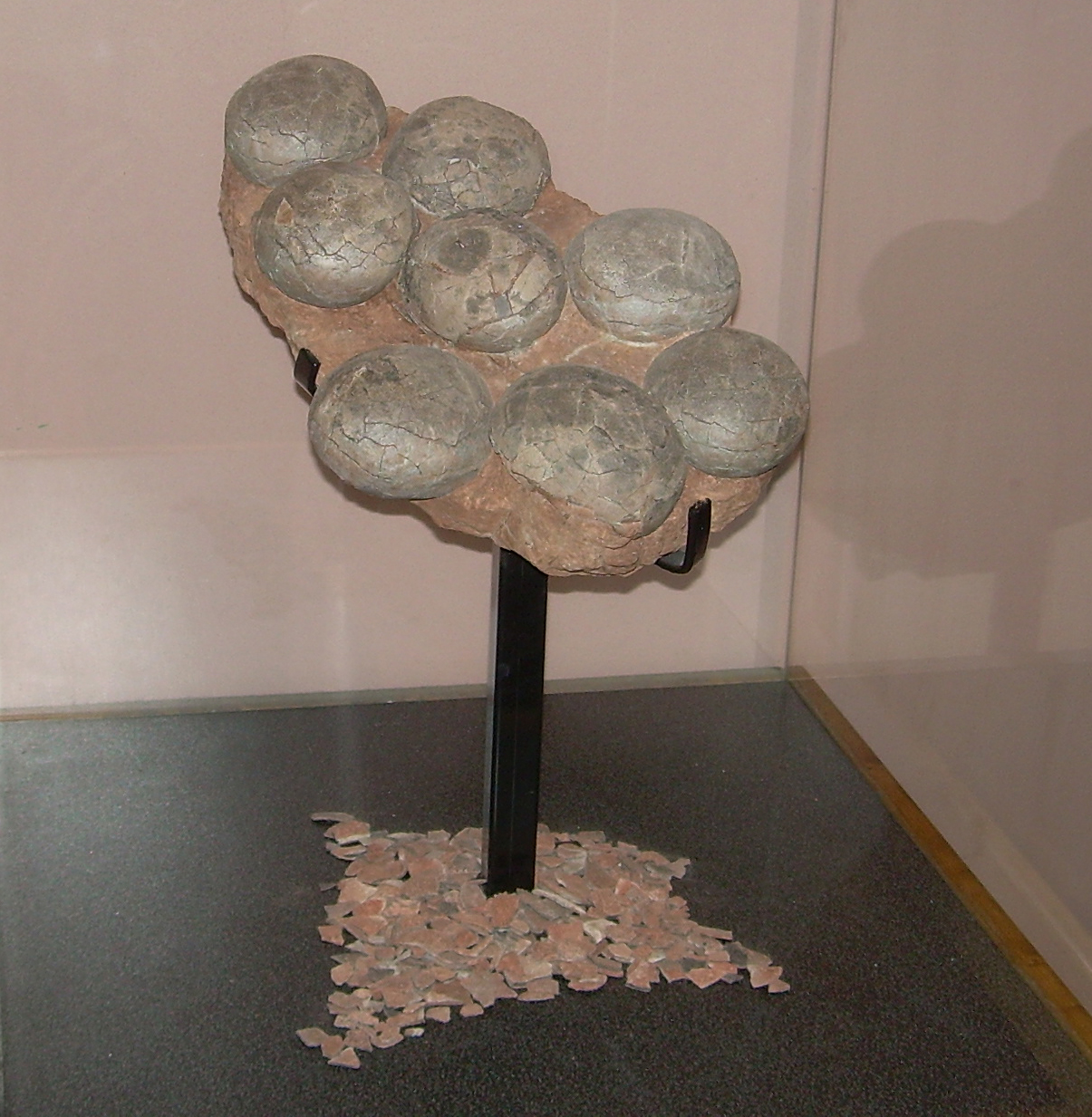
Ett fossiliserat bo med ägg som kan komma från en Segnosaurus.
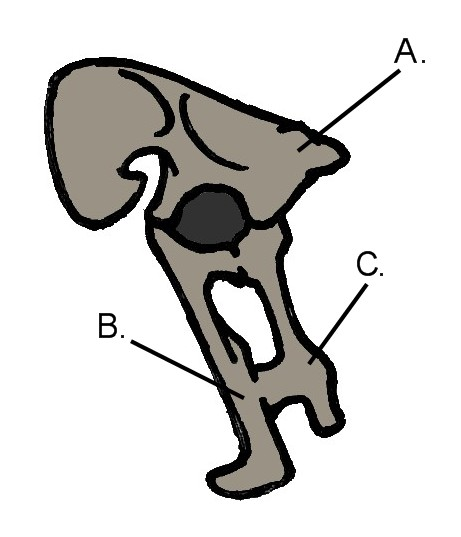
Bäckenet hos Segnosaurus.